# تاجر ونیزی (فیلم ۲۰۰۴)
تاجر ونیزی (انگلیسی: The Merchant of Venice) فیلمی در ژانر رمانتیک و درام به کارگردانی مایکل ردفورد است که در سال ۲۰۰۴ منتشر شد.

## بازیگران
- آل پاچینو
- جرمی آیرونز
- جوزف فینز
- لین کولینز
- چارلی کاکس
- مکنایز کروک
- زلیخا رابینسون